# Ronaldo Henrique Ferreira da Silva
Ronaldo Henrique Ferreira da Silva (Recife, 27 de junho de 1994), mais conhecido como Ronaldo Henrique, é um futebolista brasileiro que atua como volante. Atualmente joga no Paysandu.

## Carreira

### Sport
Revelado pelas categorias de base do Sport, Ronaldo foi promovido ao elenco profissional em 2014.
Em 2015, perdeu espaço na equipe principal sob o comando dos técnicos Paulo Roberto Falcão e Oswaldo de Oliveira — com este último, chegou a ficar cerca de quatro meses sem ser relacionado para as partidas. Em 2017, com a efetivação de Daniel Paulista como treinador, retornou à equipe principal e passou a atuar com maior regularidade, estabelecendo-se entre os titulares.
| “ | "Fiquei muito feliz pelo Daniel me escolher para entrar, principalmente em um jogo grande. Eu vinha sem ser aproveitado por um bom tempo e voltar a jogar foi essencial. Minha família me ajudou a manter a cabeça no lugar durante o período em que estive fora. Mesmo sem jogar por muito tempo, pois saí lesionado, fui bem e o Sport venceu". | ” |

### Ohod Club
Em julho de 2017 foi emprestado ao Ohod, da Arábia Saudita, onde passou 10 meses. A informação foi confirmada no site oficial do clube saudita. Retornou ao Leão em dezembro de 2017. O Ohod decidiu liberá-lo porque a família do volante não se adaptou ao país.

### Ponte Preta
Em dezembro de 2017, o presidente executivo do Sport confirmou que Ronaldo seria emprestado a Ponte Preta, onde o técnico Eduardo Baptista pediu para contar com o volante até o final de 2018.

### Retorno ao Sport e Destaque em 2023
Após retornar ao Leão em 2019, Ronaldo ficou em definitivo no clube. Na temporada 2023, o jogador teve o melhor ano na carreira e se firmou entre os titulares da equipe, além de ter contribuído com três gols e quatro assistências. No dia 26 de fevereiro, o Cão de Guarda da Ilha chegou a marca de 200 jogos com a camisa do Sport.

## Fake envolvendo Toni Kroos

### História
No programa do Jogo Aberto Pernambuco que foi ao ar no dia 2 de agosto de 2023, o apresentador Carlos Eduardo da Silva caiu em uma fake news onde, num vídeo, o volante alemão Toni Kroos elogia o bom futebol de Ronaldo Henrique em uma entrevista. Horas depois, o vídeo do apresentador comentando sobre o caso que não era real viralizou nas redes sociais.
| “                                                        | Gente, deixa eu falar uma coisa para vocês. Eu assisti ontem a um trecho de uma entrevista de Toni Kroos, que já foi considerado um dos três maiores jogadores do mundo. Kroos: alemão, titularíssimo do meio-campo da Alemanha, estrela de Copa do Mundo e tal... Isso foi num podcast, vou tentar resgatar para trazer no 'Jogo Aberto'. Aí, a pessoa que está entrevistando pergunta: 'fale um atleta que te chama atenção, que você destaca'. Ele parou, deu uma olhada e disse: 'vou falar um que vocês provavelmente não conhecem, que é o Ronaldo Henrique. Aí ele começou a falar sobre as qualidades do Ronaldo. Passe preciso, inversão de jogada na medida, exímio cobrador de pênalti... Quando eu assisti, me arrepiei todo. | ” |
| — Carlos Eduardo, apresentador do Jogo Aberto Pernambuco | |   |

O vídeo e o áudio da entrevista são verdadeiros, no entanto, a legenda colocada no vídeo como tradução da fala do jogador alemão era falsa. O vídeo foi feito por um torcedor do Sport dono de uma página no Twitter.

### Apelido "Ronaldo Kroos"
O caso repercutiu tanto, que o nome de Ronaldo Henrique foi parar no Trending Topics do Twitter, e o apelido "Ronaldo Kroos" começou a ser comentado tanto pelos internautas quanto pela mídia esportiva, já que uns dos fundamentos do futebol que ambos os jogadores têm em comum é o "bom passe e a precisão nos lançamentos". O Sport também entrou na brincadeira e fez postagens nas suas redes sociais envolvendo o meme criado.

## Títulos
Sport
- Campeonato Pernambucano: 2014, 2017, 2019 e 2023
- Copa do Nordeste: 2014
- Taça Ariano Suassuna: 2015, 2016 e 2017

Ponte Preta
- Campeonato Paulista do Interior: 2018